# Luise zu Stolberg-Wernigerode
Luise zu Stolberg-Wernigerode (ur. 24 listopada 1771 r. w Wernigerode, zm. 8 czerwca 1856 r. Groß Krauschen) – pruska arystokratka, była zakonnica i ksieni klasztoru Drübeck.
Urodziła się w 1771 roku na zamku Wernigerode jako córka hrabiego Christiana Friedricha zu Stolberg-Wernigerode. Pochodziła z hrabiowskiej linii rodu Stolbergów. Jej młodszym bratem był Henrich zu Stolberg-Wernigerode. Od dzieciństwa była przeznaczona do stanu duchownego, stąd też wstąpiła do zakonu benedyktynek. W latach 1797–1800 pełniła funkcję ksieni w klasztorze tego zgromadzenia w Drübeck.
Po opuszczeniu zakonu, poślubiła 21 grudnia 1807 roku na zamku Wernigerode, hrabiego Moritza Haubolda von Schönberga i przeniosła się do jego dóbr rodowych na Dolny Śląsk, gdzie zmarła w 1856 roku. 